# Peter Braun (Leichtathlet)
Peter Braun (* 1. August 1962 in Tuttlingen) ist ein ehemaliger deutscher Mittelstreckenläufer, der sich auf die 800-Meter-Distanz spezialisiert hatte.
1986 siegte er bei den Halleneuropameisterschaften in Madrid in 1:48,96 min und wurde Sechster bei den Europameisterschaften in Stuttgart. Im Jahr darauf erreichte er bei den Weltmeisterschaften 1987 in Rom das Viertelfinale. Bei den Olympischen Spielen 1988 in Seoul gelangte er ins Halbfinale, wo er als Letzter seines Laufs in 1:47,43 min ausschied. 
Von 1986 bis 1988 wurde er dreimal Deutscher Hallenmeister. 1987 und 1989 gewann er den Meistertitel im Freien, 1986, 1988 und 1992 wurde er Zweiter.
Peter Braun ist 1,83 m groß und wog in seiner aktiven Zeit 64 kg. Er startete bis 1991 für die LG Tuttlingen und wechselte 1992 zum MTV Ingolstadt. Nach der Saison 1994 beendete er seine Karriere.

## Bestzeiten
- 400 m: 47,19 s, 17. Mai 1986, Kevelaer
- 800 m: 1:44,03 min, 6. August 1986, Koblenz
  - Halle: 1:47,19 min, 29. Februar 1992, Genua
- 1000 m: 2:20,90 min, 26. Mai 1989, Wattenscheid
- 1500 m: 3:44,44 min, 14. Juni 1989, Koblenz